# Dom Żołnierza w Toruniu
Dom Żołnierza w Toruniu – dawna placówka kulturalno-rozrywkowa w stylu modernistycznym, znajdująca się przy ul. Warszawskiej 11 w Toruniu. Został zaprojektowany przez majora Leopolda Jarosławskiego.
Budynek powstawał etapami, jego urządzanie rozpoczęto jesienią 1923 roku. W latach 20. XX wieku w dawnym magazynie wojskowym urządzono teatr. W następnych latach wojsko dokupiło aparaturę kinową. 31 maja 1930 roku powstał Komitet Organizacyjny Dom Żołnierza. Jego prezesem został Włodzimierz Maxymowicz-Raczyński. W tym samym roku rozpoczęto gruntowną przebudowę i rozbudowę dawnego magazynu wojskowego pod Dom Żołnierza. W rozbudowanym budynku miały znaleźć się dodatkowo biblioteka i świetlica. Kamień węgielny pod rozbudowany gmach poświęcił ksiądz Dziekan Sienkiewicz dnia 11 listopada 1930 roku. Pracami kierował inżynier architekt Adam Dzięciołowski. Budynek był finansowany dzięki składkom społecznym, wojsku, starostwom i magistratom z województwa pomorskiego. Otwarcie Domu Żołnierza miało miejsce 19 marca lub w kwietniu 1933 roku. Dom Żołnierza w Toruniu był jednym z wielu tego typu obiektów kulturalno-rozrywkowych w Polsce międzywojennej.
Wewnątrz Domu Żołnierza mieściły się m.in. kino Mars (z widownią na 600 miejsc; najnowocześniejsze kino w przedwojennym Toruniu) świetlica z czytelnią, sala z bufetem i radiem. Kino posiadało najnowocześniejszy w Polsce projektor. Kosztował on 46 tys. zł. Na ulicę Warszawską wychodził balkon, który w następnych latach zabudowano. Na wejściu od Woli Zamkowej znajdował się orzeł z piaskowca, stworzony przez Ignacego Zelka.
Po II wojnie światowej obiekt działał jako Garnizonowy Klub Oficerski. W latach 60. zmienił nazwę na Grunwald. W latach 70. gmach został zmodernizowany.
W 2011 roku zarządzająca obiektem Centrum Szkolenia Artylerii i Uzbrojenia zdecydowała się zamknąć budynek. Nowa instytucja kulturalna dla wojska powstała w mniejszym budynku przy ul. gen. Prądzyńskiego. W następnych latach przez krótki czas w budynku działała biblioteka Książnicy Kopernikańskiej, na czas remontu głównej siedziby przy ul. Słowackiego. Następnie budynek kupiła firma deweloperska Budlex, chcąc urządzić w nim biurowiec. Plany Budlexu zablokował miejski konserwator zabytków. Według niepotwierdzonych pogłosek w budynku miał powstał sklep sieci Biedronka lub też gmach przejęłaby Fundacja Krystyny Jandy na rzecz Kultury. W 2016 roku budynek odkupiło Województwo kujawsko-pomorskie. Po zakupie budynku Województwo przekazało gmach Kujawsko-Pomorskiemu Impresaryjnemu Teatrowi Muzycznemu w Toruniu.
Podczas prowadzonych wiosną 2022 roku badań archeologicznych na terenie dawnego Domu Żołnierza odnaleziono fragment XIII-wiecznego muru zewnętrznego fosy Nowego Miasta Torunia.